# 巴氏伊都毛鼻鯰
巴氏伊都毛鼻鯰，為輻鰭魚綱鯰形目毛鼻鯰科的其中一種，為熱帶淡水魚，分布於南美洲巴西中部Angelica Cave淡水流域，體長可達4.6公分，棲息在洞穴河流底層水域。

## 扩展阅读
維基物種上的相關：巴氏伊都毛鼻鯰